# Основаване на Картаген
Картаген е основан според легендата през 814 г. пр.н.е. от група финикийци, пристигнали от Тир.
Основателите пуни били под предводителството на Елиса или Дидона, сестра на Пигмалион, цар на Тир. Дидона напуснала родния си град заедно с част от своите богати съграждани. Към тирците се присъединили и кипърски колонизатори.

## Легендата
За династията на тирския цар Пигмалион малко е известно. Предполага се, пак легендарно, че произходът му е свързан със съвременникът и приятел на Соломон, царят на Тир – Хирам. Представител на тази тирска династия е и Итобаал. Дъщерята на Итобаал (Йезавел) е омъжена за царя на Израил Ахав, а дъщеря им Аталия е омъжена за царя на Юдея – Матан (Муто), който е и цар на Тир. По време на царуването на Муто избухват множество политически и религиозни бунтове. Муто има две деца – Елиса (Дидона) и Пигмалион. Елиса е женена за Ацерба, дядо на Мелкарт. Пигмалион убива зет си и мъж на Дидона и тя решава да избяга от Тир, увличайки със себе си голяма част от първенците на Тир, ведно с много граждани – моряци, търговци, роби и т.н. Натоварени на кораби и минавайки през Кипър, където към тях се присединяват великият жрец и други, всички заедно се отправят в изгнание към североафриканския бряг и по-точно в Карт Хадеш (нов град на финикийски) – Картаген. Още с пристигането си, Дидона влиза в контакт с местните жители – бербери и по-точно нумидийци и мавританци. Местният цар ѝ отпуска толкова земя, колкото може да покрие една волска кожа. Дидона нарежда кожата да бъде нарязана на тесни ленти, с които огражда достатъчно голяма площ, за да се установи заедно със своите спътници на мястото. Богатствата на разрастващия се град, благодарение на способностите на Дидона, подтикват местният цар Ярба да поиска ръката ѝ, която Елиса не се осмелява да му откаже, тъй като Ярба е твърде силен и опасен. Единствено му заявява, че иска отсрочка за 3 месеца. Три месеца по-късно, разказва легендата, Дидона издига висока клада пред портите на града, на която да принесе жертва за душата на първия си съпруг. След като извършва жертвоприношението, и самата царица се хвърля в кладата, каквато между впрочем е легендарната съдба и на последната картагенска царица и жена на последния пълководец на града Хаздрубал от времето на
обсадата и превземането на Картаген от римляните. 

## Родство
Тази легенда е излязла изпод перото на сицилианския историк Тимей, като е предадена и от Помпей Трог. Независимо от приемането или не на този древен разказ, съвременните историци и културолози свързват пуническата цивилизация с майчината от Финикия, която от своя страна е тясно свързана с другите западносемитски родствени ѝ култури от Ханаан, Древна Сирия и Киликия.

## Хронологична панорама на картагенското влияние в средиземноморието
- Картагенската сфера на влияние в Западното Средиземноморие през 509 г. пр.н.е.
- Картагенската сфера на влияние в Западното Средиземноморие през 348 г. пр.н.е.
- Картагенската сфера на влияние в Западното Средиземноморие през 306 г. пр.н.е.
- Картагенската сфера на влияние в Западното Средиземноморие през 279 г. пр.н.е.